# Clara Nomee
Clara Mae White Hip Nomee (12 de maig de 1938 – 31 de gener de 2012) fou una política estatunidenca i líder tribal que fou Cap de la Nació Crow de Montana durant dos mandats de cinc anys de 1990 a 2000. Nomee fou la primera dona que assolí el càrrec de Cap de la Nació Crow.

## Biografia

### Vida personal
Clara Nomee va néixer el 12 de maig de 1938 a Crow Agency, Montana, filla de Henry Pretty On Top, Sr. i Susie White Hip. Els seus pares li van donar el nom crow de Xooxaashe iisaashe itshe, que significa "Bona collida de blat de moro". Es va criar al veïnatge de Lodge Grass, Montana, i es graduà a la Lodge Grass High School. Nomee va assistir al Sheridan Business College i al Bacone College d'Oklahoma. Ambdós pares van morir el 1976. Bevia molt durant els següents dos anys, abans de deixar l'alcohol de forma permanent el 1978.
Nomee es casà amb el seu segon marit, Carlton Nomee Sr., el 1985 en una cerimònia a Sheridan (Wyoming). La parella es va establir a Lodge Grass, Montana. No va tenir fills, però va educar dotze membres de la seva família.
Nomee treballà per al Bureau of Indian Affairs, una agència del govern federal dels Estats Units, a les seves oficines locals a Browning i Crow Agency durant trenta anys abans de la seva jubilació. També va servir al consell d'administració de la Lodge Grass High School durant vuit anys.

### Cap de la Nació Crow
Nomee es va implicar en la política quan el seu marit, Carlton Nomee Sr., esdevingué vice-cap de la Nació Crow. Clara Nomee va servir com a secretària de la Nació Crow per un mandat de 1988 a 1990.
Molts dels predecessors de Nomee foren acusats o censurats per conducta criminal. El seu predecessor immediat, l'antic cap Richard Real Bird, havia estat condemnat per malversació i frau.
Nomee decidí presentar-se a Cap de la Nació Crow el 1990. Va trobar dificultats i un sostre de vidre tribal durant la seva primera campanya, afirmant a la Billings Gazette el 1992, "Quan vaig participar la primera vegada, els homes va dir que el meu lloc era a casa, criar els fills i la cura de l'espòs." Nomee va guanyar l'elecció el 12 de maig de 1990, i esdevingué la primera dona a dirigir la Nació Crow. Servirà durant dos mandats de cinc anys entre 1990 i 2000.
Nomee fou un dels sis líders amerindis dels Estats Units seleccionats per trobar-se amb funcionaris de l'administració de Bill Clinton a Washington, D.C. el 1993. Va ajudar a establir els Dies Nadius Crow per atraure milers de visitants i turistes anuals a la reserva Crow.
Com a cap va inaugurar el Health Service Hospital, que fou construït per membres de la Nació Crow i dels veïns xeiene del Nord. Nomee també va supervisar la construcció i aperatura d'un centre de diàlisi, una nova residència d'ancians, i un banc.
Nomee fou capaç d'incrementar i atraure inversions federals i privades per al cassetó de la Nació Crow. També se li va atribuir haver aconseguit seguretat financera i estabilitat al govern tribal crow.
La seva administració va mantenir una llarga disputa fronterera, centrada en el meridià 107º i que havia durat més de cent anys. La disputa es va resoldre a favor de la Nació Crow, de la que en va resultar en milions de dòlars de nous ingressos had lasted for more than 100 years. The dispute was settled in favor of the Crow Nation, which resulted in milions d'un fideïcomís d'una mina de carbó federal, que era situada en terres tribals. Nomee també lluità amb èxit pels drets d'aigua amb el govern Montana.
Tanmateix, els cinc mandats de Nomee com a cap també es van veure entalats per un escàndol i posterior convicció derivada de la compra de terres de la Nació Crow el 1994. Aquest any, Nomee adquirí 80 hectàrees de terres pertanyents a la Nació Crow per 8.000 $. La venda va ser aprovada pel Comitè de Recursos de la Terra, que estava compost per dos membres elegits i polítics designats per Nomee. Més tard es va determinar que el valor de mercat dels 80 acres era entre 21.000 $ i 38.000 $, molt per sobre dels 8.000 $ pagats per Nomee. Nomee negà qualsevol irregularitat en la venda, però el fiscal federal que la va acusar el 1997 va afirmar que havia usat influències per coaccionar els membres del Comitè de Recursos de la Terra per a aprovar la venda, ja que ella havia designat molts dels membres del comitè. Va ser condemnada per furt de terra tribal en setembre de 1998.
La seva sentència es va dur a terme el gener de 1999. Els funcionaris i ancians tribals testificaren en el seu nom al centre de la sentència. Les contribucions de Nomee als Crow foren considerats pel jutge president, el jutge de districte per a la Cort de Districte dels Estats Units per al Districte de Montana Jack D. Shanstrom. El jutge Shanstrom sentencià Nomee a sis mesos d'arrest domiciliari i li ordenà pagar 21.000 dòlars en concepte de restitució. La condemna fou apel·lada, però fou confirmada per la Cort Federal d'Apel·lacions. Tanmateix, Shanstrom li va permetre romandre en el càrrec com a presidenta i no abandonar el seu càrrec tribal.
Nomee va lluitar amb èxit contra els qui la volien fer deixar el càrrec després de la seva condemna. Tanmateix va ser derrotada quan intentà presentar-se a un sisè mandat de dos anys en les eleccions tribals de 2000 per Clifford Birdinground, qui a obtenir el 67% del vot. Birdinground va anul·lar tots els acords presos per l'administració Nomee Després de la seva acusació de 1997, i va despatxar aproximadament 130 càrrecs governamentals crow després d'assumir el càrrec. (Dos anys més tard, Birdinground va ser declarat culpable d'un càrrec de suborn per un tribunal federal i sentenciat a una condemna de 37 mesos de presó.)
Nomee es va mantenir en gran part fora dels ulls del gran públic des que va deixar el càrrec en 2000, encara que va fer algunes aparicions ocasionals. Va morir al St. Vincent's Hospital de Billings, Montana, el 31 de gener de 2012, als 73 anys. Fou enterrada al cementiri de Lodge Grass després d'un funeral a l'església catòlica d'Our Lady of Loretto de Lodge Grass.
L'actual cap Crow, Cedric Black Eagle, va fer públic una declaració dient: "Els seus 10 anys com a senyora presidenta ajudaren a portar l'estabilitat en el govern tribal dels crow i van veure una dècada d'èxits dels que molts segueixen vigents avui dia perquè reflecteixen el tipus de lideratge que va portar al poble Crow."